# Techniques de télévision
Pour les articles homonymes, voir Télévision (homonymie) et TV (homonymie).
Les techniques de télévision peuvent se rapporter à la fois aux moyens de prise de vue d'émissions réalisées en studio ou en reportage, de production vidéo, de télédiffusion, d'enregistrement vidéo, de liaisons ou de transmission, de distribution ainsi qu'aux moyens permettant de reproduire ou afficher ces émissions.
On distingue ainsi les équipements, logiciels ou dispositifs vidéo tels que la caméra, la régie de mélange / réalisation, la régie mobile, le module d'effets spéciaux, le synthétiseur graphique, le réseau ou relais hertzien, satellitaire ou filaire voire optique, l'émetteur de télédiffusion, le magnétoscope ou l'enregistreur vidéo numérique, le serveur vidéo numérique, la télédistribution IP de type vidéo streaming ou multicast ainsi que le téléviseur et le vidéoprojecteur ainsi que les moyens de recevoir les signaux de télévision : Transmission hertzienne, télévision par satellite, télévision par câble, IPTV, télévision non linéaire, Podcasting, VOD, ou Télévision de rattrapage.

## Liens connexes
- Histoire des techniques de télévision
- Télévision
- Chaîne de télévision
- Norme et standard de télévision
- Caméra numérique
- Transmission hertzienne
- Tour de transmission
- Télévision analogique terrestre
- Télévision par satellite
- Télévision par câble
- Télévision IP
- Réception et enregistrement de la télévision

#### Histoire technique de la télévision
- Albert Abramson, The History of Television, Mc Farland, 2 vol.,  1987 et 2002
- R.W. Burns, Television - an international history of the formative years, Peregrinus, London, 1998.
- André Lange, Histoire de la télévision, Université de Liège; 1999-
- Jean-Jacques Ledos, Dictionnaire historique de la télévision, L'Harmattan, 2013.
- Jean-Jacques Ledos, Petite contribution à l'histoire de la télévision, L'Harmattan, 2012.

#### Essais
Ouvrages francophones :
- Daniel J. Boorstin, traduit de l'anglais par Jeanine Claude, L'image, (Editions Julliard), 1963, 325 p.
- Lucien Bernier, Morvan Lebesque, La Télévision entre les lignes, Casterman, Bruxelles, 1967, 208 p.
- René Bailly, André Roche, Dictionnaire de la télévision, Éditions Larousse, Paris, 1967, 255 p.
- Max Leclerc, La République du Mépris, 1975.
- Pierre Miquel, Histoire de la radio et de la télévision, Perrin, 1984. Résumé du livre
- Luc Boltanski, La Souffrance à distance, Métailié, 1993.
- Karl Popper, La télévision, un danger pour la démocratie, Anatolia, 1995.
- Bourdieu Pierre, Sur la télévision, Raisons d'agir, Paris, 1996  (ISBN 978-2-912107-00-8)
- Michel Meyer, Le livre noir de la télévision, Grasset, 2006.
- Bertrand Bergier, Pas très cathodique. Enquête au pays des sans télé, Eres, 2010.
- Isabelle Dumas-Pelletier, Télévision, Dans le secret des dieux et des divas, Jacob-Duvernet, 2011.

Ouvrages anglophones :
- Jerry Mander, Four Arguments for the Elimination of Television, Perennial, 1978.
- Erik Barnouw: The Evolution of American Television, Oxford: Oxford University Press, 1992.